# 阿蒙森島
66°20′S 110°22′E / 66.333°S 110.367°E
阿蒙森島（英語：Ommundsen Island）是南極洲的島嶼，位於威爾克斯地，處於米德格雷島以西，屬於風車群島的一部分，根據美國海軍拍攝空中照片繪入地圖，現時由南極條約體系管理。